# Tasman Highway
La Tasman Highway est un axe routier de la Tasmanie en Australie.
Orientée nord-est-sud-ouest et longue de 410 km, elle relie Launceston à Hobart en longeant la côte est sur la plus grande partie de son trajet
Elle traverse du sud au nord les villes et villages de Hobart, Orielton, Runnymede, Buckland, Orford, Swansea,le Parc national Freycinet, Bicheno, St Marys, Scamander, St Helens, Scottsdale et Launceston